# Annavasal
Annavasal è una suddivisione dell'India, classificata come town panchayat, di 7.630 abitanti, situata nel distretto di Pudukkottai, nello stato federato del Tamil Nadu. In base al numero di abitanti la città rientra nella classe V (da 5.000 a 9.999 persone).

## Geografia fisica
La città è situata a 10° 28' 53 N e 78° 42' 28 E.

## Società

### Evoluzione demografica
Al censimento del 2001 la popolazione di Annavasal assommava a 7.630 persone, delle quali 3.726 maschi e 3.904 femmine. I bambini di età inferiore o uguale ai sei anni assommavano a 937, dei quali 463 maschi e 474 femmine. Infine, coloro che erano in grado di saper almeno leggere e scrivere erano 5.101, dei quali 2.793 maschi e 2.308 femmine.